# Iman Marshall
Iman Marshall (Long Beach, 27 febbraio 1997) è un giocatore di football americano statunitense che milita nel ruolo di cornerback per i New Jersey Generals della United States Football League (USFL).

## Carriera

### Baltimore Ravens
Marshall fu scelto nel corso del quarto giro (127º assoluto) del Draft NFL 2019 dai Baltimore Ravens. Il 2 settembre 2019 fu inserito in lista infortunati. Tornò nel roster attivo il 12 novembre e concluse la sua stagione da rookie con 3 presenze e un tackle.